# Andisol

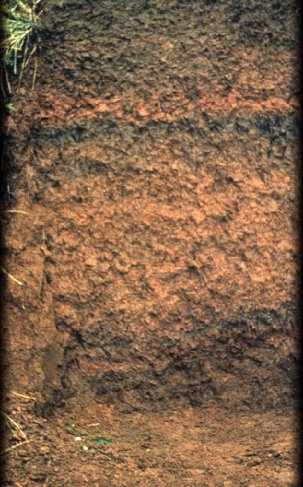
Andisol

Andisolurile (din calitatea andică, derivat din japoneză an do, „sol întunecat” și latină solum, „sol”) sunt unul dintre cele douăsprezece ordine ale USDA Soil Taxonomy. Corespunde aproximativ grupului andosolurilor din World Reference Base for Soil Ressources (Baza Mondială de Referință pentru Resursele Solului). Include în principal soluri de origine vulcanică. În anumite condiții, un andisol poate fi format și dintr-un material non-vulcanic cu o proporție mare de aluminosilicați.

## Caracteristici
Andisolurile se dezvoltă din cenușă vulcanică, au o proporție mare de sticle vulcanice și sunt adesea  datorită condițiilor de formare de o grosime considerabilă. Dacă de-a lungul timpului se depun mai multe straturi unul peste altul, se formează profile tipice de sol cu culori maro spre negru; Straturile mai vechi, numite atunci paleosol, se află în mod natural întotdeauna sub depozitele mai recente.
Andisolurile se caracterizează prin faptul că pot stoca cantități mari de apă și sunt, de asemenea, foarte fertile. Din acest motiv sunt folosite în agricultură oricând este posibil. Cu toate acestea, sunt foarte puțin rezistente la eroziune. pH-ul este neutru.

## Răspândire
Andisolurile acoperă la nivel mondial aproximativ 900.000 de km sau puțin sub 1% din suprafața terestră fără ghețari și se găsesc întotdeauna în apropierea vulcanilor, de exemplu pe coasta pacifică a Americii, în Noua Zeelandă, Japonia, Indonezia, Islanda și unele arhipelaguri mai mici, cum ar fi Insulele Canare.

## Clasificare
Se disting șapte subordine:
- Quand: un andisol cu niveluri ridicate ale apei subterane aproape de suprafață în cea mai mare parte a anului
- Geland: andisol mai mult sau mai puțin bine drenat în climatele reci
- Cryand: andisol mai mult sau mai puțin bine drenat în climatele foarte reci
- Torrand: andisol mai mult sau mai puțin bine drenat într-un climat uscat
- Xerand: andisol mai mult sau mai puțin bine drenat în climat cu condiții mediteraneene de umiditate și condiții de temperatură rece, temperată sau caldă
- Vitrand: andisol mai mult sau mai puțin bine drenat, grosier
- Ustand: andisol mai mult sau mai puțin bine drenat în climatele semiumede până la semiaride
- Udand: andisol mai mult sau mai puțin bine drenat în climatele umede.